# František Dvorský
František Dvorský (Érsekújvár, 1922. április 25. – 1996. szeptember 17.) szlovák kommunista funkcionárius, politikus, Csehszlovákia Kommunista Pártja Központi Bizottságának tagja, parlamenti képviselő.

## Pályafutása
1958 és 1970 között Csehszlovákia Kommunista Pártja Központi Bizottságának tagja. 1966-tól Szlovákia Kommunista Pártja nyugat-szlovákiai kerületi (azaz megyei) pártszervezetének élén állt. 1960 és 1968 között képviselő a csehszlovák Nemzetgyűlésben, 1969 és 1971 között a Szövetségi Gyűlés Népek Kamarájában. 1970 és 1974 között Csehszlovákia budapesti nagykövete volt.

## Fordítás
Ez a szócikk részben vagy egészben a František Dvorský (politik) című cseh Wikipédia-szócikk fordításán alapul.  Az eredeti cikk szerkesztőit annak laptörténete sorolja fel. Ez a jelzés csupán a megfogalmazás eredetét és a szerzői jogokat jelzi, nem szolgál a cikkben szereplő információk forrásmegjelöléseként.